# Der letzte Feldzug der Samurai
Der letzte Feldzug der Samurai (Alternativtitel: The Last Sword – Die Wölfe von Mibu; jap. 壬生義士伝) ist ein Jidai-geki-Film von Regisseur Yōjirō Takita aus dem Jahr 2003, der auf dem gleichnamigen historischen Roman von Jirō Asada beruht. Das mehrfach ausgezeichnete Historienabenteuer erzählt die fiktive Geschichte eines stets fröhlichen Samurais, der sich in der Endzeit des Tokugawa-Shogunats, genannt Bakumatsu, als Rōnin den Shinsengumi anschließt und gegen kaisertreue Truppen kämpft.

## Handlung
Tokio, Winter 1899: Der alte Hajime Saitō geht mit seinem Enkel zu Dr. Chiaki Ōno und sieht bei ihm ein Bild von Kanichirō Yoshimura. Saitō und Dr. Chiaki Ōno erzählen nun in Rückblenden die Geschichte dieses Samurais, der sich in den 1860er Jahren den Samurai Shinsengumi anschloss, die auch die Wölfe von Mibu genannt wurden. Um seine zwei Kinder und seine schwangere Frau Shizu zu ernähren, kämpft der fröhliche Yoshimura an der Seite Saitōs, bis das Ende des Shoguns Tokugawa naht und sie sich entscheiden müssen, auf welcher Seite sie stehen. Die beiden verbindet eine Hassliebe. Auch ihre Lebensphilosophien sind unterschiedlich. Während Saitō meint, er lebe nur weil ihn niemand töten würde, sagt Yoshimura von sich, dass er töte, weil er nicht sterben wolle.

## Kritiken
Anton Bitel von Movie Gazette vergleicht den Film mit Yōji Yamadas Samurai der Dämmerung und Edward Zwicks Last Samurai, die in der gleichen Zeit spielen und die verschwindende Tradition der Samurai glorifizieren. Erzählerisch erinnere der Film durch seine subjektiv eingefärbten Rückblenden an Akira Kurasawas Rashomon – Das Lustwäldchen. Bitel bezeichnet den Film als „ein Porträt eines Samurai, verzerrt durch Erinnerung, Mythenbildung und rührselige Sentimentalität.“
Jamie Russell bewertet den Film für die BBC und merkt positiv an, dass Schwertkämpfe sicher nicht zu kurz kämen. Yōjirō Takitas Film liefere „jede Menge blutbefleckte Klingen (der Höhepunkt ist ein Seppuku-Ritual, dasschief geht und zu einer erzwungenen und anschaulichen Enthauptung führt).“ Russel kommt zu dem Fazit: „Viel zu lang, mit mehreren Erzählern, Rückblenden innerhalb von Rückblenden und einer Handlung, die Verwirrung statt Klarheit fördert, irrt ‚Der letzte Feldzug der Samurai‘ zu oft auf der Seite langweiliger Sentimentalität – was es zu einer ermüdenden Reise des Kriegers macht.“
Anlässlich einer Veröffentlichung auf Blu-Ray 2014 schrieb Matthias Holm auf dem Blog Die Nacht der lebenden Texte: „Zuschauer ohne Kenntnisse der japanischen Geschichte werden überfordert sein. Mit Ausnahme des Namens Tokugawa erfährt man nichts von den politischen Entwicklungen, die zur Machtübernahme durch den Kaiser im Jahr 1868 führten.“ Auch bemängelt er ein Zuviel an Nebenfiguren: „Wenn dann eine davon plötzlich stirbt und die Helden darüber bestürzt sind, quittiert man das lediglich mit einem Achselzucken.“ Er lobt die durchweg gute Besetzung und die sehr gut inszenierten Kämpfe.

## Auszeichnungen
Neben acht Nominierungen für den Japanese Academy Award 2004 gewann Der letzte Feldzug der Samurai diesen bedeutendsten japanischen Filmpreis in den Kategorien Bester Film, Bester Schauspieler (Kiichi Nakai) und Bester Nebendarsteller (Kōichi Satō). Bei den Asian Film Critics Association Awards 2004 gewann der Film den NETPAC Award in den Kategorien Bestes Drehbuch, Bester Film, Bester Schauspieler (Kiichi Nakai) und Bester Nebendarsteller (Kōichi Satō). Regisseur Yōjirō Takita wurde für die Beste Regie nominiert. Kiichi Nakai erhielt für seine schauspielerische Leistung auch den Nikkan Sports Film Awards 2003.